# ChessGames.com
ChessGames.com és una comunitat d'escacs a Internet, amb més de 87.000 membres. ChessGames.com va ser fundada el 2001 per Daniel Freeman i Alberto Artidiello.
La web té una gran base de dades de partides d'escacs històriques on cada partida té un escaquer diferent per comentaris i anàlisi. La subscripció bàsica és lliure i la web està oberta per jugadors de tots els nivells. ChessGames.com és una web en la qual no existeix un motor de joc, on els membres discuteixen sobre escacs i analitzen posicions sense jugar escacs en temps real, excepte en torneigs per equips i reptes de consulta. Els subscriptors de la web han tingut molt d'èxit representant al diari "El Mundo" competint contra Grans Mestres. Les característiques de la web permeten estudiar obertures, finals i sacrificis, incloent el repertori d'obertures específic d'un Gran Mestre en la base de dades.